# Fort Stockton, Texas
Fort Stockton là một thành phố thuộc quận Pecos, tiểu bang Texas, Hoa Kỳ. Năm 2010, dân số của xã này là 8283 người.

## Dân số
- Dân số năm 2000: 7846 người.
- Dân số năm 2010: 8283 người.